# Positivismo
(Motto del positivismo, ideato da Auguste Comte nel 1852)
Il positivismo è un movimento filosofico e culturale, nato in Francia e Gran Bretagna nella prima metà dell'Ottocento, e ispirato ad alcune idee guida fondamentali riferite in genere alla valorizzazione precipua del progresso tecnico-scientifico. Questa corrente di pensiero, trainata dalle rivoluzioni industriali e dalla letteratura a esso collegata, si diffonde nella seconda metà del secolo a livello europeo e mondiale influenzando anche la nascita di movimenti letterari come il verismo in Italia e il naturalismo in Francia.

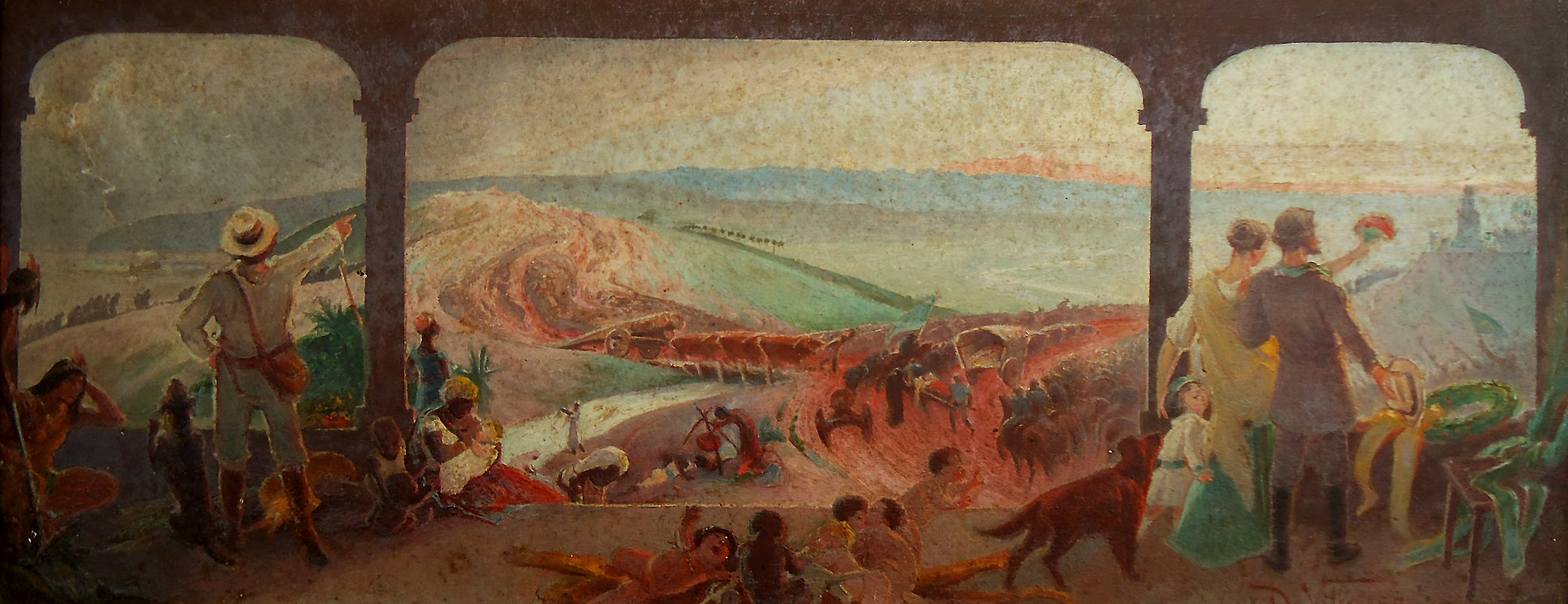
Il mondo nuovo, di Décio Villares, tempera su cartone.

Il positivismo non si configura dunque come un pensiero filosofico organizzato in un sistema definito come quello che aveva caratterizzato la filosofia idealistica, ma piuttosto come un movimento per certi aspetti simile all'illuminismo, di cui condivide la fiducia nella scienza e nel progresso scientifico-tecnologico, e per altri avverso al Romanticismo, con cui però trova qualche affinità nella concezione della storia che vede nella progressiva affermazione della ragione la base del progresso o dell'evoluzione sociale.

## Caratteristiche

### Etimologia e significato comtiano

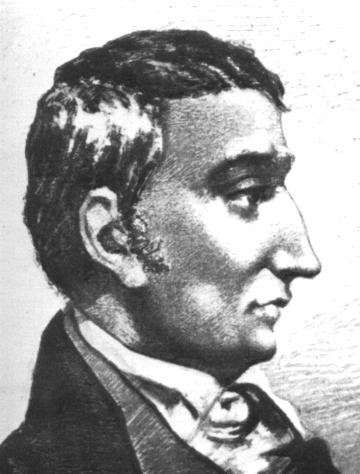
Henri de Saint-Simon introdusse per la prima volta il termine "positivismo"

Il termine "positivismo" deriva etimologicamente dal latino positum, participio passato del verbo ponere tradotto come "ciò che è posto", fondato, che ha le sue basi nella realtà dei fatti concreti. Auguste Comte espone le cinque accezioni fondamentali in cui riassume il significato del termine all'interno del Discorso sullo spirito positivo.
- il reale, in opposizione al chimerico: da questo punto di vista, essa conviene pienamente al nuovo spirito filosofico, così caratterizzato dalla sua costante consacrazione alle ricerche veramente accessibili alla nostra intelligenza, con l'esclusione permanente degli impenetrabili misteri di cui si occupava soprattutto la sua infanzia.

In un secondo senso, molto vicino al precedente, ma tuttavia distinto, questo termine fondamentale indica 
- il contrasto dell'utile con l'inutile: allora ricorda, in filosofia, la destinazione necessaria di tutte le nostre sane speculazioni al miglioramento continuo della nostra vera condizione, individuale e collettiva, invece che alla vana soddisfazione di una sterile curiosità.

Secondo un terzo significato in uso, questa felice espressione è frequentemente usata per qualificare 
- l'opposizione tra la certezza e l'indecisione: essa indica così l'attitudine caratteristica di una tale filosofia a costituire spontaneamente l'armonia logica nell'individuo e la comunione spirituale nell'intera specie, invece di quei dubbi indefiniti e di quelle discussioni interminabili che doveva suscitare l'antico regime mentale.

Una quarta ordinaria accezione, troppo spesso confusa con la precedente, consiste 
- nell'opporre il preciso al vago: questo senso richiama la tendenza costante del vero spirito filosofico ad ottenere dappertutto il grado di precisione compatibile con la natura dei fenomeni e conforme all'esigenza dei nostri veri bisogni,[3] mentre l'antico modo di filosofare conduceva necessariamente ad opinioni vaghe, non comportando una indispensabile disciplina che dopo una permanente soffocazione, appoggiata ad una autorità soprannaturale.

Bisogna infine notare in particolare un quinto significato, meno usato degli altri, anche se del resto ugualmente universale, quando si usa 
- la parola positivo come il contrario di negativo. Sotto questo aspetto, indica una delle più eminenti proprietà della vera filosofia moderna, mostrandola destinata, soprattutto, per sua natura, non a distruggere, ma ad organizzare. I quattro caratteri generali ricordati la distinguono contemporaneamente da tutti i modi possibili, sia teologici che metafisici, propri della filosofia iniziale. Quest'ultimo significato, indicando d'altronde una tendenza continua del nuovo spirito filosofico, ha oggi una particolare importanza nel caratterizzare direttamente una delle sue principali differenze, non più con lo spirito teologico, che fu per un pezzo organico, ma con lo spirito metafisico propriamente detto, che non ha mai potuto essere che critico.»

### Contesto storico-sociale

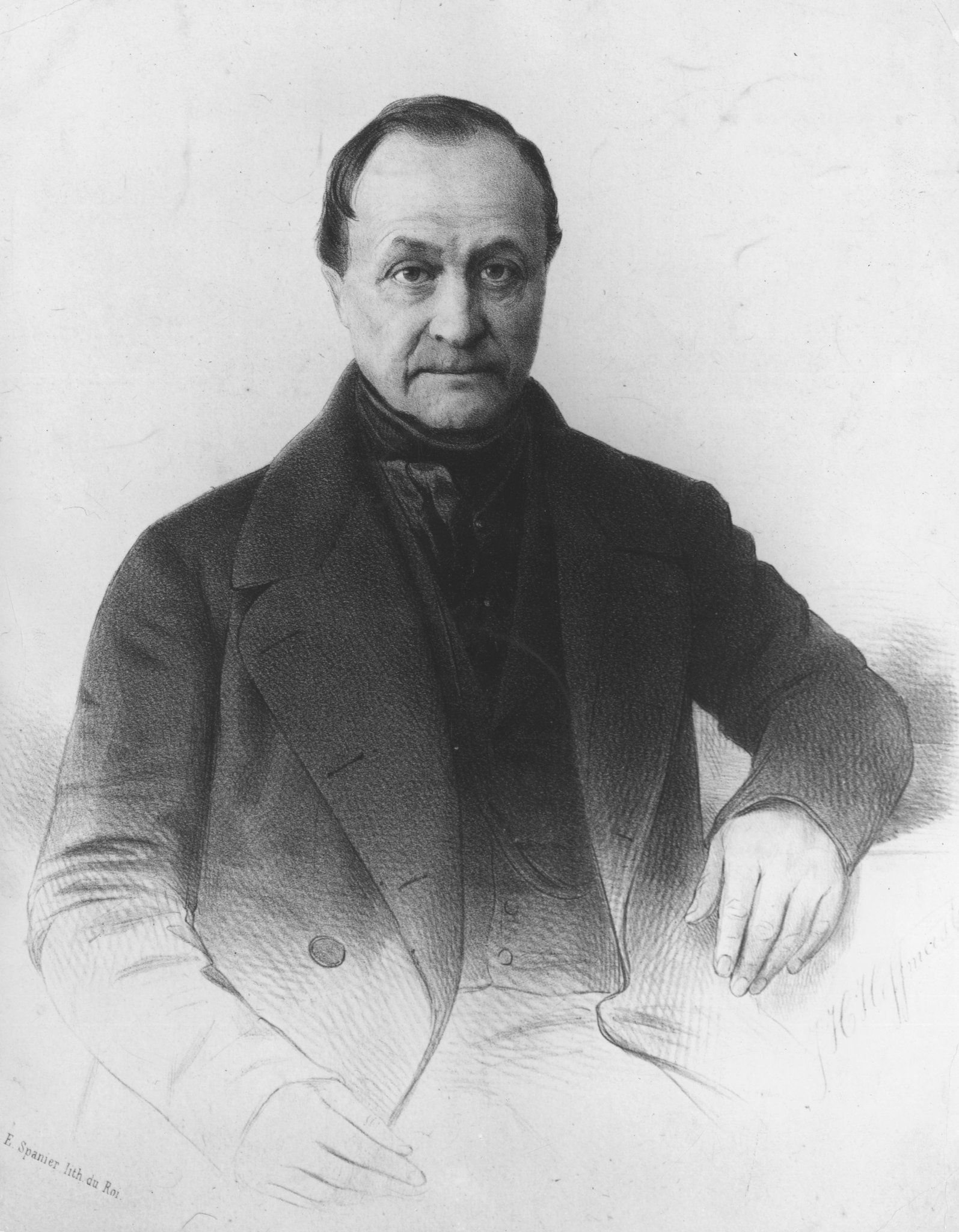
Auguste Comte

Nel positivismo si possono distinguere due fasi. Nella prima metà del XIX secolo, a cominciare dal periodo della Restaurazione, il positivismo si presenta come il progetto di superamento della crisi politica e culturale seguita all'Illuminismo e alla rivoluzione francese, tramite un programma politico che sfocia talora anche in esiti illiberali; in questo periodo il positivismo è messo in ombra dalla preminente cultura romantica e dalla filosofia dell'Idealismo, ma è proprio in questi anni che nasce il termine positivismo per opera di Henri de Saint-Simon (coadiuvato, decisivamente, nelle sue elaborazioni sociologiche, dallo storico Augustin Thierry), che lo usò per la prima volta nell'opera Catechismo degli industriali (1823-1824) e che venne diffuso da Auguste Comte quando nel 1830 pubblicò il primo volume del Corso di filosofia positiva. 
Nella seconda metà dell'Ottocento il positivismo rappresenta l'elaborazione ideologica di una borghesia industriale e progressista per cui, in particolare nel Regno Unito, ma anche nel resto d'Europa, trova corrispondenze con l'affermazione del pensiero economico del liberismo; in questa fase il positivismo, messa da parte la filosofia idealistica considerata come un'inutile astrazione metafisica, si caratterizza per la fiducia nel progresso scientifico e per il tentativo di applicare il metodo scientifico a tutte le sfere della conoscenza e della vita umana. 
Il positivismo diviene la cultura predominante della classe borghese. Secondo Ludovico Geymonat infatti, sebbene non possa stabilirsi una rigida identità tra Positivismo e borghesia, in quanto essa ha incoraggiato il positivismo ma per certi aspetti lo ha anche contrastato, non vi è dubbio che il positivismo della seconda metà dell'Ottocento ha rappresentato anche e in modo rilevante gli ideali borghesi quali l'ottimismo nei confronti della moderna società industriale e il riformismo politico in opposizione al conservatorismo e nello stesso tempo al rivoluzionarismo marxista fortemente critico nei confronti del moderno sistema industriale che non teneva conto dei "costi umani" collegati allo sviluppo economico. Non a caso il positivismo si diffonde soprattutto nei paesi più progrediti industrialmente mentre è limitatamente presente in quelli meno sviluppati come l'Italia.
Il positivismo si sviluppa in un periodo in cui l'Europa, dopo la guerra di Crimea e quella franco-prussiana sta attraversando un periodo di pace che favorisce la borghesia nell'espansione coloniale in Africa e in Asia e nella contemporanea evoluzione del capitalismo industriale in un fenomeno economico internazionale.
C'è una profonda trasformazione anche nei modi di vita della città, dove si verificano, in pochi anni, cambiamenti più incisivi di quelli avvenuti nei secoli precedenti con le innovazioni tecnologiche dell'uso della macchina a vapore, dell'elettricità, delle ferrovie che mutano profondamente non solo le dimensioni spazio-temporali ma anche quelle intellettuali. Tutto questo porterà nei primi anni del '900 a quella esaltazione delle "magnifiche sorti e progressive" raggiunte dall'Europa della Belle Époque che si avvia al crollo delle illusioni nel baratro della prima guerra mondiale.

### Aspetti
Assumendo come spartiacque le teorie di Charles Darwin, secondo la tradizione, il positivismo è stato diviso in due correnti fondamentali:
- Positivismo sociale, nella prima metà del XIX secolo, che ha come rappresentanti Saint-Simon, Auguste Comte e John Stuart Mill
- Positivismo evoluzionista, che si sviluppa nella seconda metà del XIX secolo con Herbert Spencer, il materialismo tedesco e Roberto Ardigò.

Oggi si preferisce identificare i vari aspetti del positivismo attraverso i contesti nazionali, per cui si ha un positivismo francese, inglese, tedesco e italiano.
I due criteri in realtà non sono divergenti ma si fondono tra loro poiché le varie identità nazionali del pensiero positivista costituiscono lo sfondo su cui si sviluppano, nella prima metà dell'Ottocento, la concezione di una scienza come risanatrice dei mali sociali, la quale, nella seconda metà del secolo, dopo la formulazione della teoria dell'evoluzione di Darwin, viene estesa in maniera totalizzante a strumento di interpretazione della storia dell'intera umanità.

### Diffusione

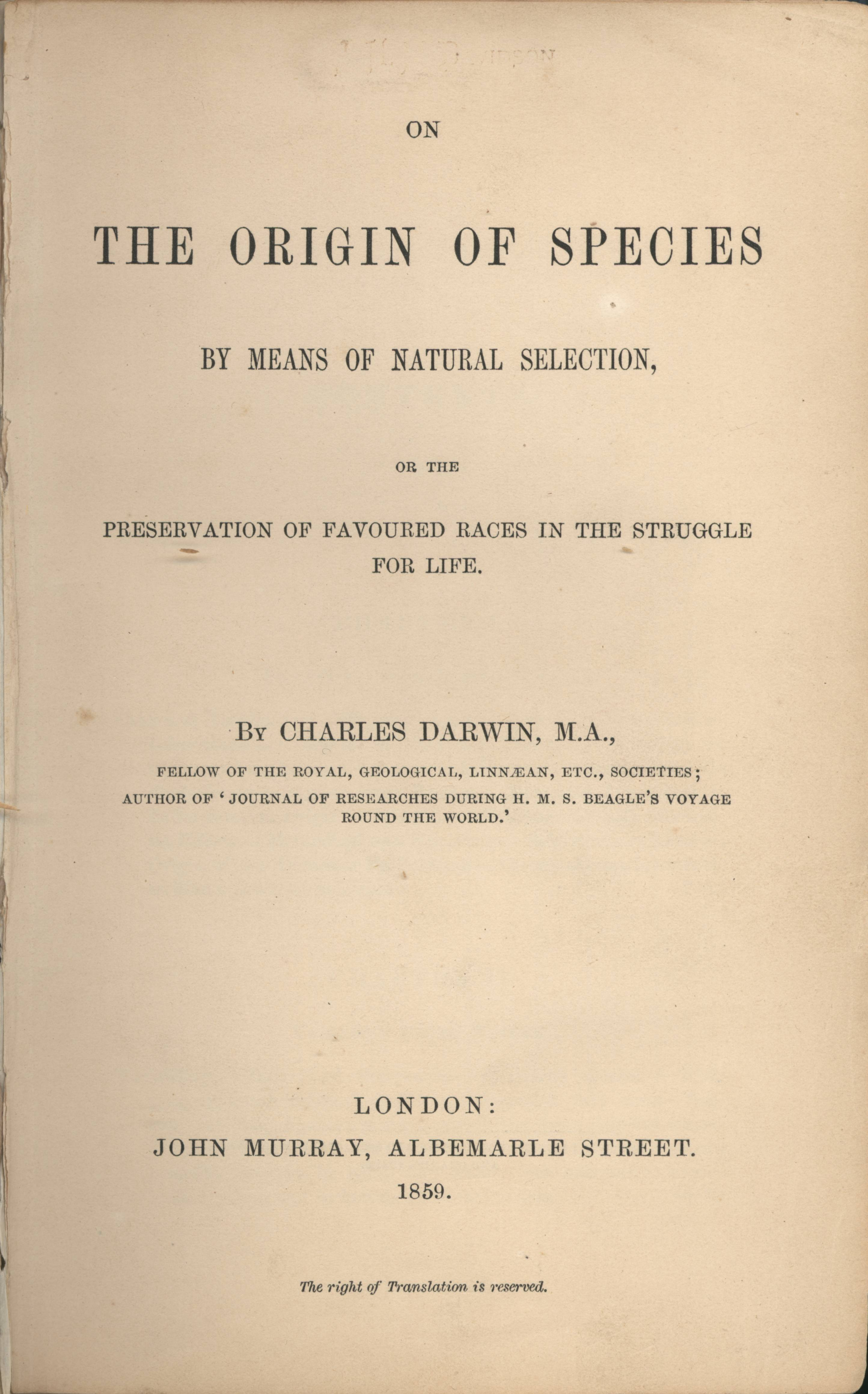
Frontespizio della prima edizione del 1859 de L'origine delle specie di Charles Darwin

Il positivismo vide le sue concezioni più importanti assumere una dimensione internazionale: la biologia darwiniana si diffuse in Europa e in America settentrionale, e le nascenti scienze della sociologia, psicologia, antropologia, diedero avvio in Occidente a nuovi settori di studio sull'uomo; ma anche per gli aspetti minori e negativi, come la fiducia acritica e superficiale nella scienza, il pensiero positivista ebbe vasta risonanza sino a divenire un fenomeno di costume per la borghesia colta occidentale.
Alla fine del XIX secolo-inizi XX il positivismo, rispondendo all'esigenza rappresentata dalla nuova funzione sociale che si presumeva dovesse essere esercitata dal sapere scientifico s'innestò su tradizioni culturali e filosofiche nazionali profondamente differenti: 
- in Francia riprese la tradizione razionalistica che va da Cartesio all'illuminismo sensista ed assunse specialmente l'aspetto di filosofia sociale (Saint-Simon, Fourier, Proudhon, Comte, Émile Littré);
- in Inghilterra si inserì nel filone empirista e utilitarista con Malthus, Ricardo, Bentham, James Mill, Stuart Mill;
- in Italia si esaltò il nesso tra modernizzazione e positivismo[9] ma in genere questa dottrina ebbe uno sviluppo minore e i campi in cui si applicò, come nella scuola e nell'analisi della criminalità (Cesare Lombroso), mostrano come ancora fossero incisivi i problemi di integrazione nazionale e sociale che l'Italia dovette affrontare dopo l'unificazione. Carlo Cattaneo e Roberto Ardigò furono tra i filosofi aderenti in Italia al positivismo il quale influì sulle concezioni pedagogiche di Andrea Angiulli, Pietro Siciliani e Aristide Gabelli e, in seguito, di Maria Montessori.

Il positivismo con i suoi ideali di progresso e di liberazione tramite il sapere scientifico ebbe influenza anche nel socialismo scientifico. Autori positivisti come Enrico Ferri e Alessandro Groppali, sostennero l'autonomia della scienza dall'etica e dalla filosofia astratta.
- in Germania il positivismo assume carattere fortemente materialistico e specialistico come reazione alle tendenze idealistiche e totalizzanti della filosofia accademica.

## Influenze

### Positivismo e illuminismo

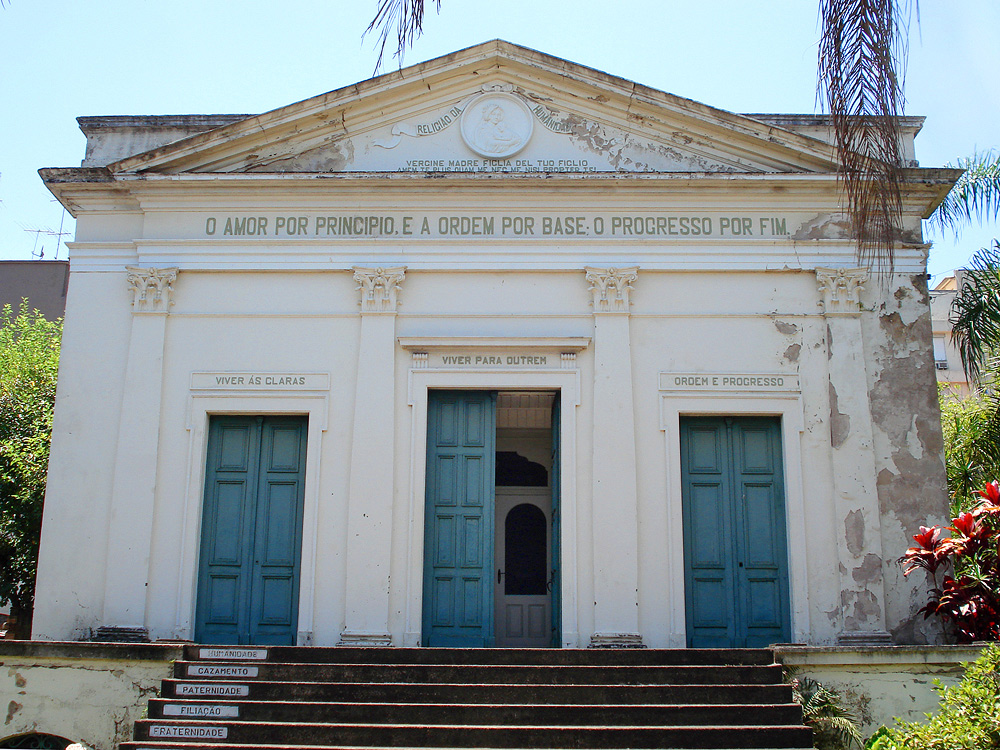
Tempio positivista a Porto Alegre (Brasile) con iscritti sul frontone gli ideali del positivismo: «O amor por principio, e a ordem por base, o progresso por fim» traduzione del motto di Comte: «L'Amour pour principe et l'Ordre pour base; le Progrès pour but.» («L'amore per principio, l'ordine per fondamento, il progresso per fine.»). Il motto ordem e progresso si ritrova anche nella bandiera brasiliana.

Per certi aspetti il positivismo appare una originale riproposta del programma illuministico con cui presenta delle affinità quali:
- la fiducia nella ragione e nel sapere al servizio dell'uomo come mezzi per conseguire la "pubblica felicità"[13], obiettivo questo fallito dagli illuministi per cui i positivisti si propongono di portare ordine, tramite il metodo scientifico applicato in ogni campo delle conoscenze umane, per una riorganizzazione globale della società resa caotica dalle rivoluzioni che l'hanno sconvolta.
- esaltazione della scienza vista in contrapposizione alla metafisica: «il metodo scientifico avrebbe dovuto sostituire la metafisica nella storia del pensiero»[14] (positivista è il grido "Keine Metaphysik mehr!", "non più metafisica!").
- una visione laica e del tutto immanente della vita dell'uomo in contrasto con i pensatori cattolici.

Nello stesso tempo il positivismo si caratterizza per incisive differenze con l'illuminismo: 
- mentre gli illuministi combattevano contro la tradizione metafisica e religiosa e i privilegi dell'aristocrazia in una visione del mondo ancora dominante, i positivisti, che pure si oppongono a quella tradizione che ostacola la razionalizzazione della cultura e della società, agiscono contro posizioni anacronistiche e in nome di un atteggiamento culturale che è già consolidato in una società borghese stabilmente al potere con una mentalità scientifica e laica ormai largamente condivisa.
- mentre il riformismo illuminista tendeva a tradursi in una rivoluzione, come fu poi quella francese, il riformismo positivista è antirivoluzionario e, pur contrastando la vecchia tradizione, è ostile alle nuove forze rivoluzionarie del proletariato e alla pretesa scientificità dell'ideologia socialista.
- mentre gli illuministi, come Kant, ancora si preoccupano di dare una giustificazione teorica del valore limitato di verità delle scienze, i positivisti la danno per scontata e puntano a una "visione scientifica globale del mondo" cadendo nella metafisica di un'interpretazione unica e totale della realtà.
- gli illuministi ricorrono alla scienza, pur con il suo limite, contro la metafisica e la religione, i positivisti rendono la scienza una metafisica di certezze assolute con la fondazione di una nuova religione scientifica[15].

### Positivismo e romanticismo
(Giacomo Leopardi, cit. da La ginestra, vv. 49-51)
Nicola Abbagnano ha definito il positivismo «romanticismo della scienza» poiché come i romantici nel loro desiderio di conseguire l'infinito davano un valore assoluto alla poesia e alla filosofia, così i positivisti vedono la stessa assolutezza nella scienza. Essi hanno un concetto della storia per alcuni aspetti affine a quello ottimistico dell'idealismo romantico: la storia è progresso necessario e continuo in cui si attua o si manifesta uno sviluppo progressivo dell'umanità.
D'altra parte vi sono notevoli differenze con cui il positivismo intende anzi contrapporsi al Romanticismo, come il ripudio della metafisica o lo scetticismo nei confronti delle religioni, escludendo inoltre dal proprio orizzonte conoscitivo ogni espressione soggettiva, immaginativa ed emotiva che erano stati gli strumenti privilegiati dell'approccio romantico alla realtà.
Laddove poi il positivismo si mostra proteso verso forme di organizzazione sociale sempre più avanzate, privilegiando il benessere materiale, il Romanticismo rivalutava invece il passato, le tradizioni e la spiritualità, talora con venature di nostalgia o anche pessimismo.

### La reazione antipositivistica
Come osserva Nicola Abbagnano: 
Nasce così il decadentismo nell'arte e nella letteratura, insieme a filosofie che hanno in comune una forte opposizione al positivismo rivendicando, soprattutto in Francia con Émile Boutroux, Maurice Blondel, Henri Bergson, il carattere spiritualista del proprio pensiero, indirizzato a «...riconoscere il primato della coscienza nell'interpretazione della realtà e a concepire la filosofia come auscultazione interiore e ripiegamento dell'anima su se stessa...». Altre correnti di pensiero come il neoidealismo di Samuel Alexander, Alfred North Whitehead, Benedetto Croce, Giovanni Gentile, vogliono riaffermare la storia «come sfera della libertà e dello spirito, e quindi di ogni valore morale, rispetto a quello della scienza sperimentale come sfera della necessità e della natura, irresponsabile e perciò scevra di valori».
Diverse correnti idealistiche mostrano però di apprezzare l'intento antimetafisico e antiastrattistico del positivismo, e hanno voluto presentarsi esse stesse come dotate di una maggiore "positività" nella loro stessa interpretazione del reale: «così, per es., tanto il pragmatismo del James e dello Schiller, quanto l'intuizionismo del Bergson e la fenomenologia di Husserl, si sono talora definiti come migliore o assoluto positivismo, e lo stesso termine è stato qualche volta usato anche a proposito dell'idealismo italiano contemporaneo (pur così antipositivistico nel suo iniziale atteggiamento polemico) per alludere al suo carattere di piena giustificazione della concreta esperienza».

### Eredità del positivismo
Il positivismo influì fortemente nella cultura ottocentesca sino a divenire una "moda culturale" tanto che si può parlare di una "civiltà positivistica" che ha improntato di sé correnti culturali come il realismo, il verismo, la nuova pedagogia incentrata su una scuola "laica" e su una didattica "scientifica".
Nonostante i suoi aspetti critici il positivismo ha lasciato in eredità alla cultura moderna la considerazione dell'importanza per la conoscenza e per la trasformazione della società della ricerca scientifica. Dobbiamo inoltre al positivismo la codificazione delle "scienze umane" della sociologia e della psicologia.
Il positivismo ha demolito la filosofia intesa come forma di conoscenza metafisica che man a mano che si realizza il progresso scientifico, non potendosi basare su i fatti concreti, perde ogni capacità di indagare e risolvere i problemi filosofici. Il positivismo ne indicò un nuovo ruolo consistente non più nella presunzione di conoscere i fenomeni naturali, umani e sociali ma quello di definizione e unificazione dei principi generali del metodo scientifico e dei risultati delle singole scienze in una visione generale dell'uomo. Dal positivismo la filosofia è stata obbligata a riconsiderare criticamente se stessa e a meglio definire il suo rapporto con le scienze.
Dal positivismo si origina inoltre nel Novecento il fondamento del neopositivismo che ha elaborato un metodo di ricerca che soddisfi il rigore proprio della scienza eliminando equivoci e incomprensioni derivate dall'uso distorto del linguaggio.